# Кетлин Џорџ
Кетлин Џорџ (Catlin George; Вилкс-Бар, 26. јула 1796 — Џерзи Сити, Њу Џерси, 23. децембар 1872) био је амерички сликар и писац.

## Биографија
Краће време бавио се адвокатуром пре него што ће се 1823. посветити уметности као самоуки сликар портретиста у Филаделфији. Заинтересован за живот америчких Индијанаца, почев од 1830. у више наврата је посетио различита племена у Великој равници. Направио је око 500 слика и скица, надахнут тим живописним путовањима и излагао их у САД и у Европи. У периоду 1854-57. пропутовао је Средњу и Јужну Америку; од 1858. до 1870. живео је у Европи. Објавио је више илустрованих књига о животу америчких Индијанаца. Већи део његове уметничке оставштине, изузетно занимљиве са етнографског и историографског становниства, чува се у Smithsonian Institution.